# エンバーズ
『エンバーズ』(Embers)は、原作：車裂圭、作画：西井聡太郎による日本の漫画。『週刊少年ジャンプ』（集英社）において、2025年10号から同年30号まで連載。話数カウントは「第○節」。

## 沿革
2025年1月27日発売の『週刊少年ジャンプ』2025年9号にて新連載2連発を発表。なお週刊少年ジャンプでのサッカー漫画連載はシューダン!以来8年振り。また作画担当はアニメ化したサッカー漫画ブルーロックの元スタッフ。
単行本発売前の2025年4月29日にはYouTubeのジャンプチャンネルにて、ボイスコミックを公開。同年6月23日発売の『週刊少年ジャンプ』30号にて連載終了。

## あらすじ
喧嘩に明け暮れていた中学生灰谷ノボルはある日、非凡なものを感じた定年間近の教師押見とのサッカー勝負の経験からサッカーにのめり込んでいったが初めて臨んだ公式戦で大敗してしまう。気持ちを切り替えて高校進学後またサッカー部に入部した灰谷だがそこには公式戦で対戦した鷹見勇雅がいた。

## 登場人物
声の項はボイスコミックの声優。

### 紅西大附属高校サッカー部
灰谷 ノボル（はいたに ノボル）
声 - 細谷佳正
高校1年生。黒髪と金髪の混合。ポジションはディフェンダー。井田台中学時代、喧嘩最強と呼ばれていて相手を叩き潰すことで気持ちを晴らしていた。そんな中出会った教師押見とのサッカー勝負で完敗したことでサッカーをやり始める。そして初めての公式戦では個人プレーで意地を見せるも大敗。紅西大附属高校進学後は最初サッカーに無知な部分が多く苦戦するが、自身のフィジカルを活かして成長していく。
鷹見 勇雅（たかみ ゆうが）
声 - 白井悠介
高校1年生。黒髪短髪。ポジションはフォワード。青田学園中学時代、得点王になったことがあって公式戦で対戦した不良の多い井田台中学サッカー部を思い出作りの雑魚と軽蔑した。試合では灰谷によってなかなかゴールを奪えず、ラストプレーでようやくゴールを決めて彼に名前を教える。紅西大附属高校進学後に灰谷と再会する。
武凱 薫（ぶがい かおる）
声 - 黒田浩一
黒髪短髪。サッカー部主将でポジションはMF。Aチームに入っている。日景を追っていた灰谷を足で止めた。最初灰谷が素人だったのでサッカー部への入部を認めなかったが。1対1のサッカー勝負後で日景に誤解を解かれて入部を認める。半ば強引にAチーム参入戦に入った伊奈鳴に怒りを感じている。
伊奈鳴（いななき）
声 - 須嵜成幸
高校2年生。染髪。Aチームに入っている。Aチームではない選手を見下していて灰谷から良く思われていない。手を握ることで相手の状態や実力を見ることが出来る。
亀貝（かめがい）
声 - 谷川誠
坊主頭。Aチームに入っている。伊奈鳴と仲が良く広島弁で喋っている。
白峰 学（しらみね まなぶ）
声 - 小林秀行
高校1年生。市本中学時代はエース。眼鏡をかけている。
犬塚 ダイゴ（いぬづか ダイゴ）
声 - 小林秀行
高校1年生。高房中学時代は主将でチームを県準優勝へ導いた。
雪月 静己（ゆきづき しずき）
声 - 佐藤詩乃
緑髪三つ編みのお下げ髪。女子高校生ながらサッカー部監督を務めている。
日景（ひかげ）
声 - 船戸ゆり絵
白髪短髪。サッカー部の女性マネージャー。灰谷が落とした財布を渡そうとされたのを勘違いして逃げる。その後灰谷と武凱のサッカー勝負を身体で止める。

### その他の人物
押見（おしみ）
声 - 石川佳典
男性。60歳。井田台中学校教師。不良だった灰谷をサッカー勝負によってハマらせて教師たちに灰谷の素行を指摘された時は猛然と反論している。灰谷を紅西大附属高校進学させるきっかけを作った。

## 用語解説
紅西大附属高校（こうせいだいふぞくこうこう）
灰谷らが通っている高校。押見の母校でサッカー部は昔インターハイ出場経験がある。サッカー部はAチームからCチームの3軍制を敷いている。
井田台中学（いだだいちゅうがく）
灰谷らが通っていた中学で不良が多い。サッカー部は広島県予選初戦で青田学園と対戦。
青田学園中学（あおたがくえんちゅうがく）
鷹見が通っていた中学。サッカー部は広島県王者。

## 書誌情報
- 車裂圭（原作）・西井聡太郎（作画）『エンバーズ』集英社〈ジャンプ コミックス〉、全2巻
  1. 「灰谷ノボル」 2025年6月4日発売[6][7]、ISBN 978-4-08-884560-9
  2. 「エンバーズ」 2025年8月4日発売[8]、ISBN 978-4-08-884652-1